# Dehimandau
Dehimandau (nep. देहीमाण्डौं) – gaun wikas samiti w zachodniej części Nepalu w strefie Mahakali w dystrykcie Baitadi. Według nepalskiego spisu powszechnego z 2011 roku liczył on 861 gospodarstw domowych i 4362 mieszkańców (2322 kobiety i 2040 mężczyzn).